# École Simon-Siégel
L'École Simon-Siégel est une école d'éducation physique féminine fondée en 1937 par Yvonne Simon-Siégel, élève d'Irène Popard, et Charles Petit-Montgobert, président de l'école (au moins jusqu'en 1967) et futur président de la Fédération française de handball . Elle était située au 97, rue de la Pompe dans le 16e arrondissement de Paris.
La gymnastique artistique féminine, la gymnastique rythmique et la danse y sont pratiquées ; de plus, une équipe de handball fondée après la Seconde Guerre mondiale connaît un succès national jusqu'à la fin des années 1950.
La danseuse et chorégraphe franco-sénégalaise Germaine Acogny poursuit sa formation dans cette école en 1962.

## Palmarès
- Championnat de France féminin de handball à sept
  - Champion (3) : 1952, 1953 et 1954
  - Vice-champion (3) : 1958, 1961 et 1963
- Championnat de France féminin de handball à onze[4]
  - Champion (9) : 1946, 1947, 1948, 1949, 1951, 1954, 1955, 1956 et 1957
  - finaliste en 1952